# 후커우 폭포

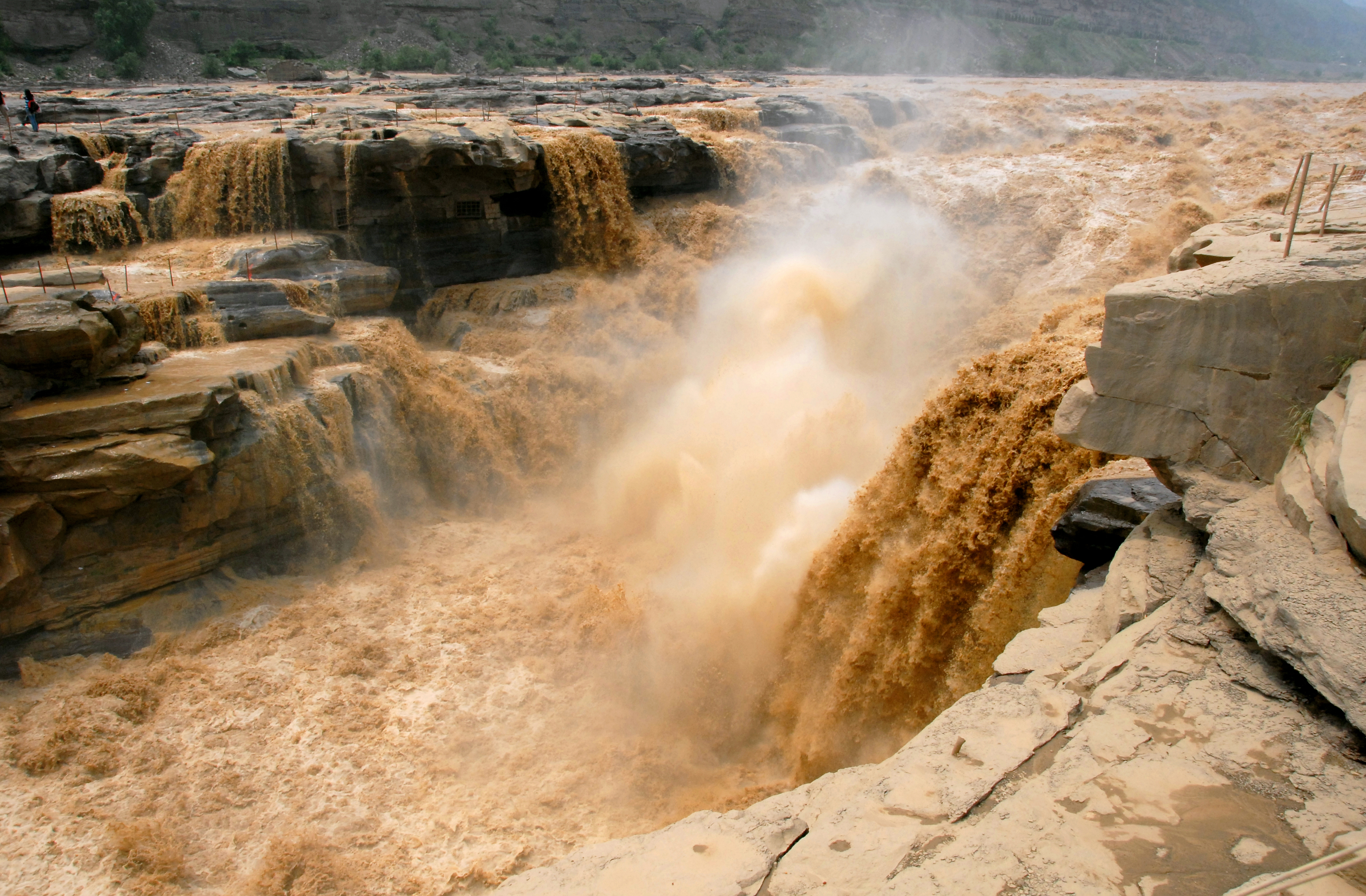
2008년 후커 우 폭포

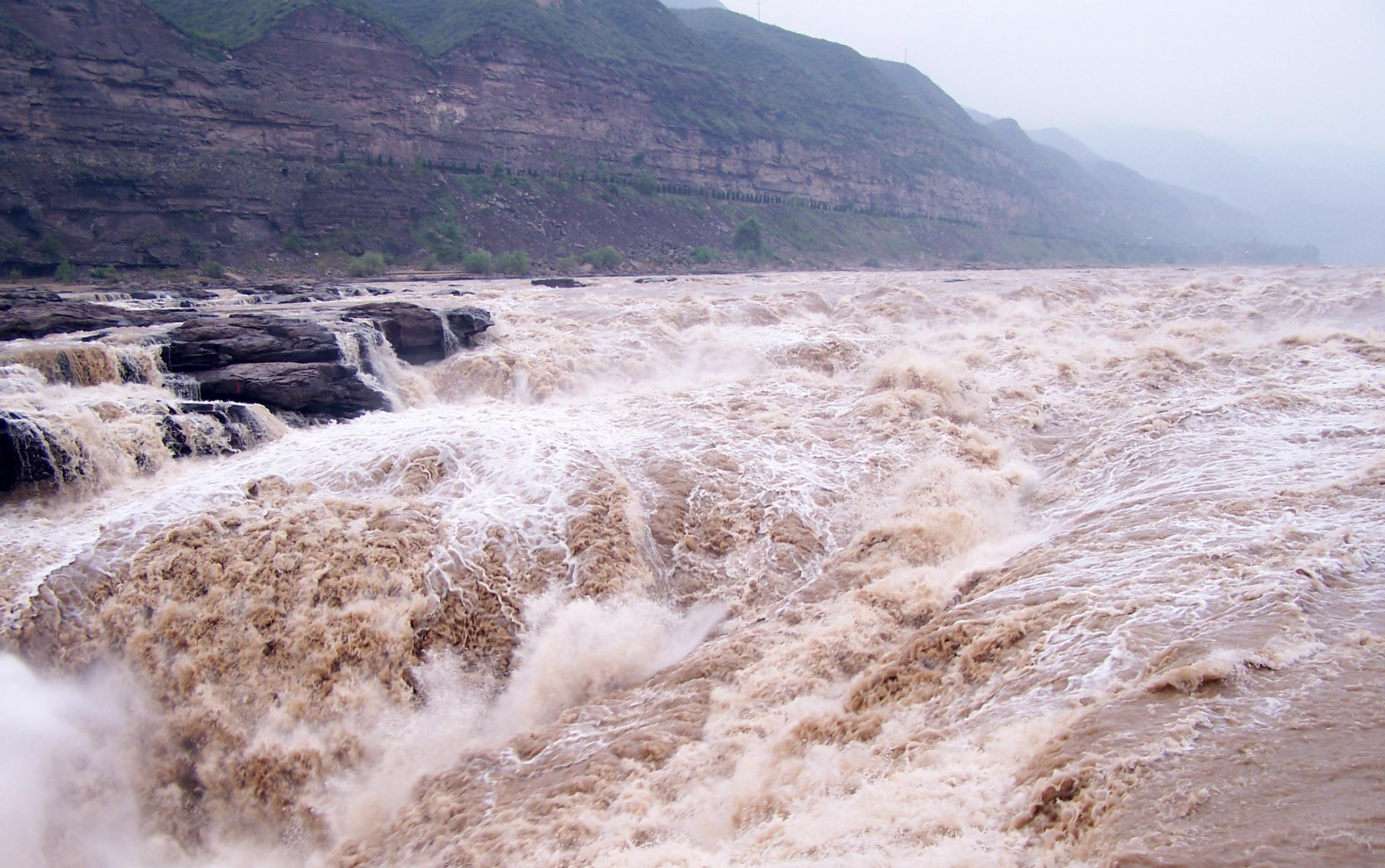
2005년 후커 우 폭포

후커우 폭포(중국어: 壶口瀑布)는 황하에서 가장 큰 폭포로 중국에서 구이저우 성의 황궈수 폭포 다음으로 큰 폭포이며 세계에서 가장 큰 황토 폭포이다. 산시성과 섬서성의 경계에 위치하고 있다. 폭포의 폭은 계절에 따라 보통 30 미터 (98 ft) 이지만 홍수철에는 50 미터 (164 ft)로 증가하며, 높이가 20 미터 (66 ft) 이상이 된다. 황하가 양쪽 산으로 막힌 후커우산에 가까워지면 폭이 갑자기 20–30 미터 (66–98 ft)로 좁아진다. . 물의 속도가 빨라진 다음 절벽의 틈으로 떨어진다. 물이 거대한 주전자에서 흘러 내리는 모습을 가지고 있어서 깔대기의 잎이라는 이름을 가지고 있는 폭포이다.

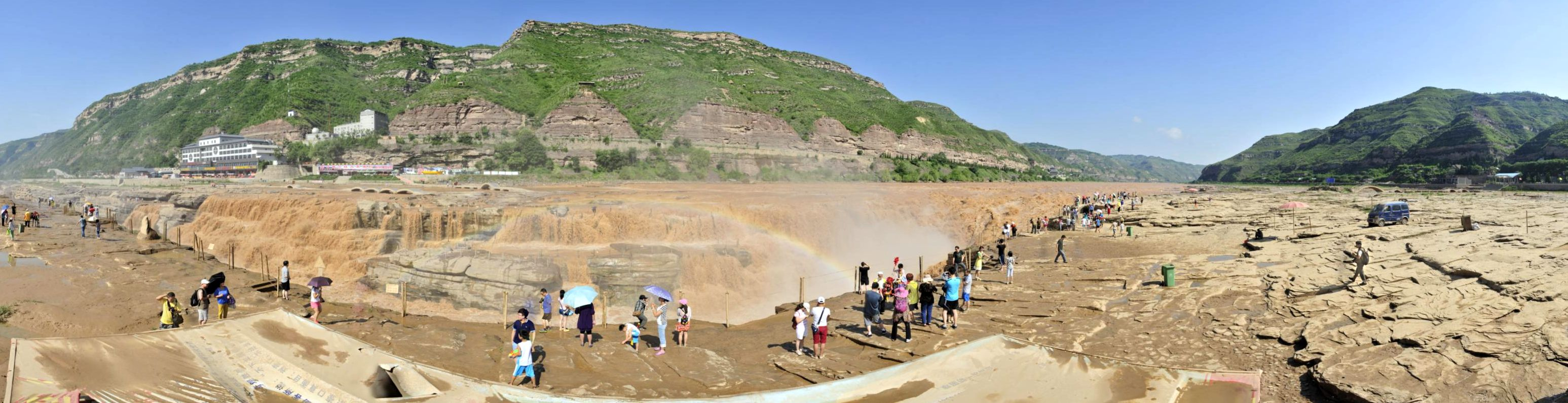
후커 우 폭포 파노라마, 2014년 7월

- China.org.cn의 후커우 폭포
- Chinaculture.org의 Hukou 폭포 I
- Chinaculture.org II의 후커 우 폭포
- 후커우 폭포 - 중국인의 정교한 정신으로 알려졌다